# Gudula de Bruxelas
Santa Gudula de Bruxelas (ou Gudula de Moorsel) ou Gúdula, nascida em Moorsel e morta aí por volta de 714 (provavelmente em 8 de janeiro) é uma santa católica e ortodoxa celebrada em 8 de janeiro.
Tendo morado no pagus de Brabante, ela é a santa padroeira da cidade de Bruxelas cuja catedral é consagrada ao seu nome.

## Elementos da biografia
De acordo com a Vita Gudilae, escrita em 1048 por Onulfo de Hautmont, hagiógrafo na Abadia de Hautmont, Gudula era filha do duque lotaríngio e conde de Brabante Witger e da santa Amalberga de Maubeuge. Ela passou a sua juventude com Gertrudes de Nivelles (sua madrinha), que lhe deu uma boa formação religiosa.
Com a morte de santa Gertrudes, Gudula retornou ao seu castelo natal de Moorsel, onde viveu o resto de seus dias. Ela se dedicou inteiramente a Deus, jejuando e orando com zelo.
Todas as manhãs, ia à igreja de Saint-Sauveur, que ficava a duas léguas de sua casa em Moorsel. Ela estava carregando uma lanterna que o diabo apagou para que ela se perdesse. Um anjo foi enviado para reacender a lanterna.

## Culto e veneração

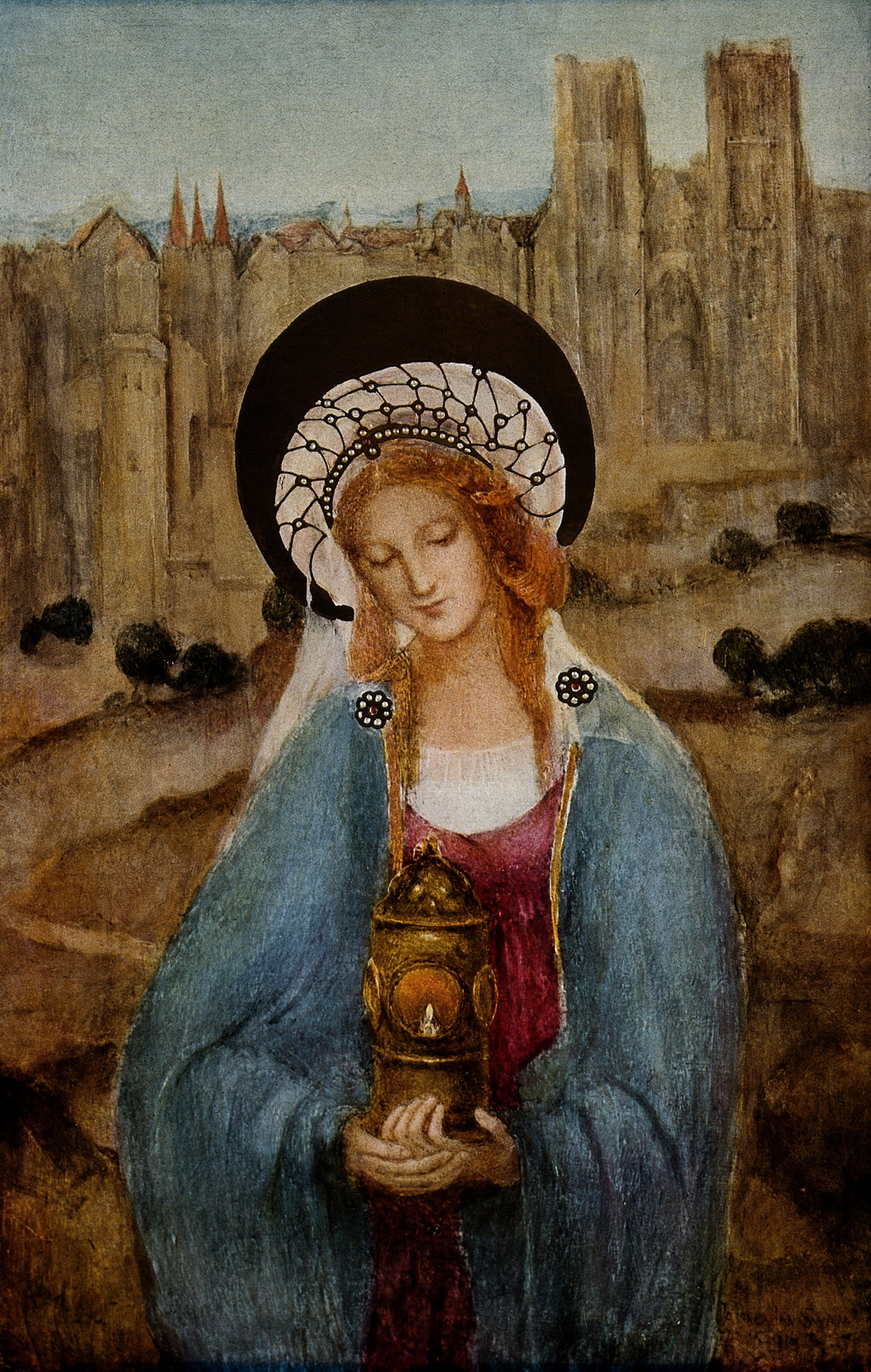
Santa Gudula

- Sainte Gudula foi enterrada pela primeira vez em Ham, (provavelmente Hamme perto de Asse) e depois foi transferido para a igreja de Moorsel. O duque Carlos da Baixa Lotaríngia operou a translação de suas relíquias para a igreja de Saint-Géry em Bruxelas.
- Em 1047, Lamberto II de Lovaina, conde de Bruxelas, fundou com sua esposa Oda de Verdun o capítulo de Sainte Gudule na igreja de Saint Michel — que se tornou 'igreja colegiada' — e transferiu as relíquias da santa para lá.
- Mais tarde, um novo edifício foi erguido no local da igreja de São Miguel. Possui os nomes de São Miguel, padroeiro de Bruxelas, e de Santa Gudula, sob o nome de Catedral de São Miguel e Santa Gudula de Bruxelas. No entanto, o povo de Bruxelas costuma a chamar familiarmente de Catedral de Santa Gudula. Na realidade, o povo de Bruxelas ainda usa o antigo nome da catedral. A autoridade municipal da cidade de Bruxelas renomeou a catedral de São Miguel para homenagear seu santo padroeiro. A população recusou a mudança e continuou a chamar a catedral de Santa Gudula. Após esse fracasso, a autoridade municipal renomeou a catedral mais uma vez com seu nome atual de Catedral de São Miguel e Santa Gudula. Ela se tornou uma catedral no século XX depois de ter conhecido uma reconstrução a partir do século XIII, no estilo ogival, mais tarde chamado de "gótico". Tem a aparência típica de várias catedrais europeias, com duas torres enormes precedendo o corpo principal. Mas, enquanto que nas catedrais francesas uma roseta na fachada ilumina a nave, no caso da Santa Gudula, é uma grande janela em ogiva que ocupa a fachada. É o estilo Brabantino que diferencia Santa Gudula de Notre-Dame de Paris.

## Edições de hagiografia
- Vita prima sanctae Gudilae auctore anonymo = Narrative Sources, G201. BHL 3685. Acta Sanctorum Januarii I, 'De S. Gudila Virgine, Alia Vita Auctore Anonyma', 524-530; Ghesquières e Smetius, Acta Sanctorum Belgii Selecta V, 716-734.
- Vita ampliata sanctae Gudilae auctore Huberto = Narrative Sources, H052. BHL 3684. Acta Sanctorum Januarii I, 'De S. Gudila Virgine', 513-524; Ghesquières e Smetius, Acta Sanctorum Belgii Selecta V, 689-716. Parcialmente também no Monumenta Germaniae Historica, Scriptores XV-2, 1200-1203.

## Bibliografia

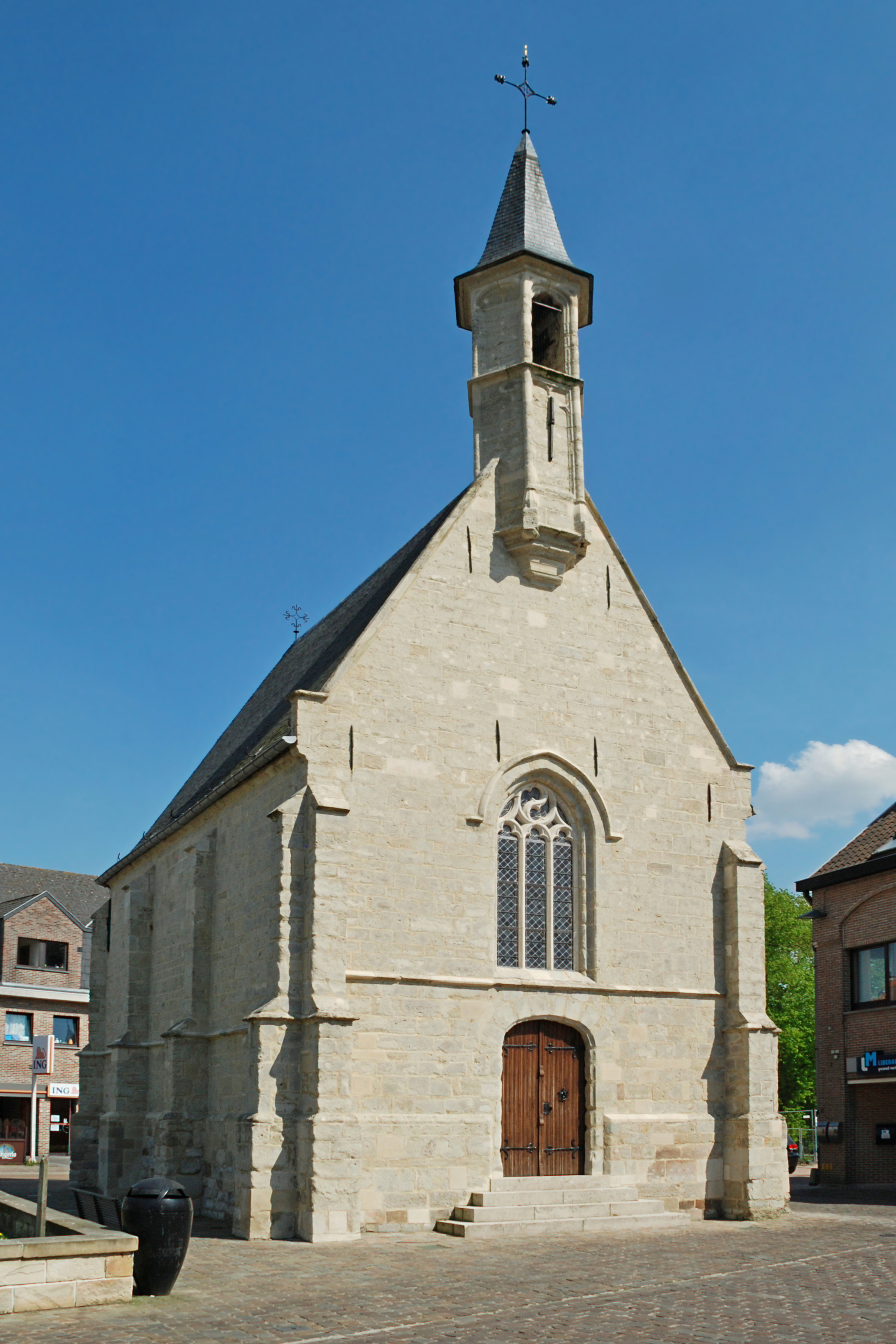
Capela de Santa Gudula de Moorsel.